# Лачинський коридор

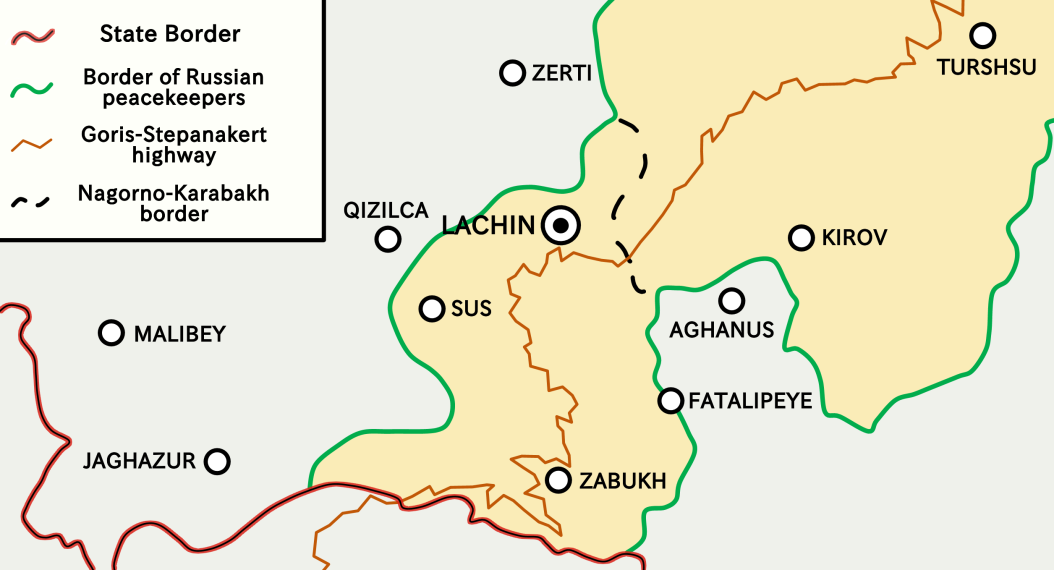
Розташування Лачинського коридору

39°30′0″ пн. ш. 46°30′0″ сх. д. / 39.50000° пн. ш. 46.50000° сх. д.
Лачинський коридор — гірський коридор, що з'єднував Республіку Вірменію з невизнаною Нагірно-Карабаською Республікою. Розташований у Лачинському районі Азербайджану. Фактично з травня 1992 року до серпня 2022 контролювався Нагірно-Карабаською Республікою і був розташований у Кашатазькому районі НКР.

## Історія
Під час Карабаського конфлікту Нагірний Карабах був майже протягом трьох років блокований Азербайджаном. 17–18 травня 1992 року Нагірно-Карабаська Республіка провела операцію з відкриття стратегічно важливої дороги «Шуша — Лачин — Забух». У жовтні 1992 року Азербайджан зробив невдалу військову операцію з повернення контролю над Лачинським коридором.
Наразі ущелиною проходить автодорога Єреван — Ґоріс — Ханкенді, яка була найкращою дорогою, що з'єднувала Республіку Вірменію з Нагірно-Карабаською Республікою. В'їзд туристів дозволявся лише через цю дорогу, оскільки вона була обладнана митницею для іноземних громадян і єдиною міжнародною автомобільною митницею НКР, інші митниці — міждержавні та місцеві.
Після Другої Карабаської війни Лачинський коридор став єдиним сполученням між Вірменією та Нагірним Карабахом. 26 серпня 2022 коридор перейшов під контроль Азербайджану.
В листопаді 2020 року президенти РФ, Азербайджану та прем'єр-міністра Вірменії домовились, що Лачинський коридор має бути під контролем російських миротворців. Азербайджан, при цьому, гарантував безперешкодний проїзд пасажирів та вантажів. Проте вже на початку грудня 2022 року коридор був перекритий протестувальниками-громадянами Азербайджану, а російські миротворці самоусунулись від відновлення сполучення цим маршрутом.
11 липня 2023 року Азербайджан тимчасово закрив єдину дорогу, що з’єднує Нагірний Карабах із Вірменією, звинувативши вірменське відділення Червоного Хреста в контрабанді до розслідування щодо використання Червоним Хрестом своїх санітарних автомобілів для контрабанди, про що повідомила державна прикордонна служба Азербайджану. У відповідь Міжнародний комітет Червоного Хреста зазначив, що він «усвідомлює занепокоєння щодо перевезення несанкціонованих товарів через Лачинський коридор і не підтримує будь-яку таку діяльність».